# 撫弄師

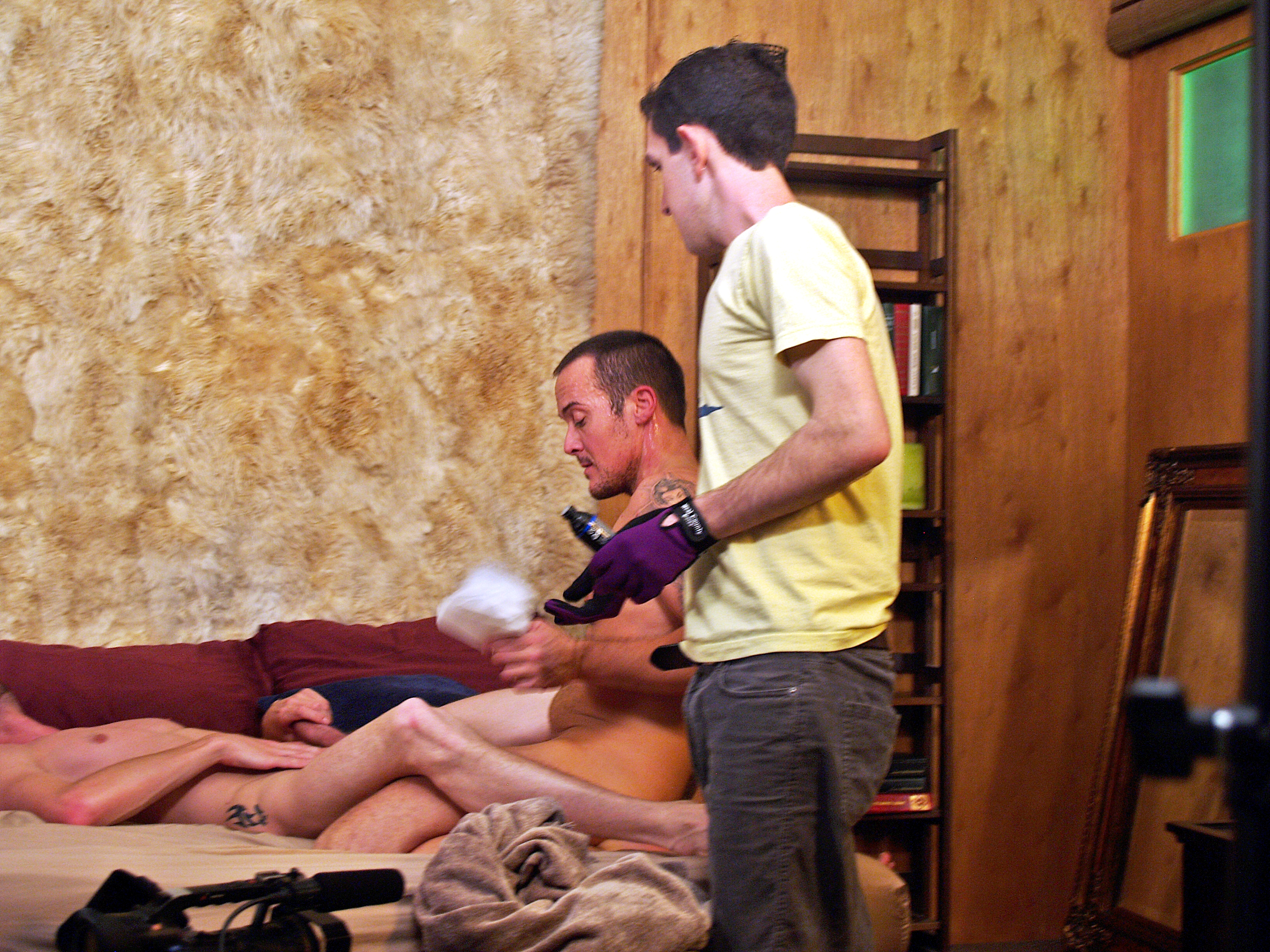
一個撫弄師在男同性戀色情片佈景中，將一支潤滑液遞給男演員

撫弄師（英語：Fluffer）是受聘在色情影片拍攝場地、負責保持男性色情演員陰莖勃起的劇組工作人員。

## 工作
在色情電影攝製過程中，攝影師調較好調整好適當的拍攝角度後，導演就會開始要求撫弄師為男演員撫弄陰莖，使男演員的陰莖勃起，以便拍攝色情電影相關鏡頭；撫弄師這些工作一般被歸納於化妝部的範疇內。
根據柯林斯英語詞典的定義，在英語中「Fluffed」一詞解作「一個在色情電影片場僱用、以確保男演員維持性興奮的僱員」。雖然男性並不一定需要身體接觸才能持續性興奮，不過撫弄師的工作內容幾乎必須對男演員進行諸如咂陽或者非插入式性行為等等的性接觸。